# Műfű

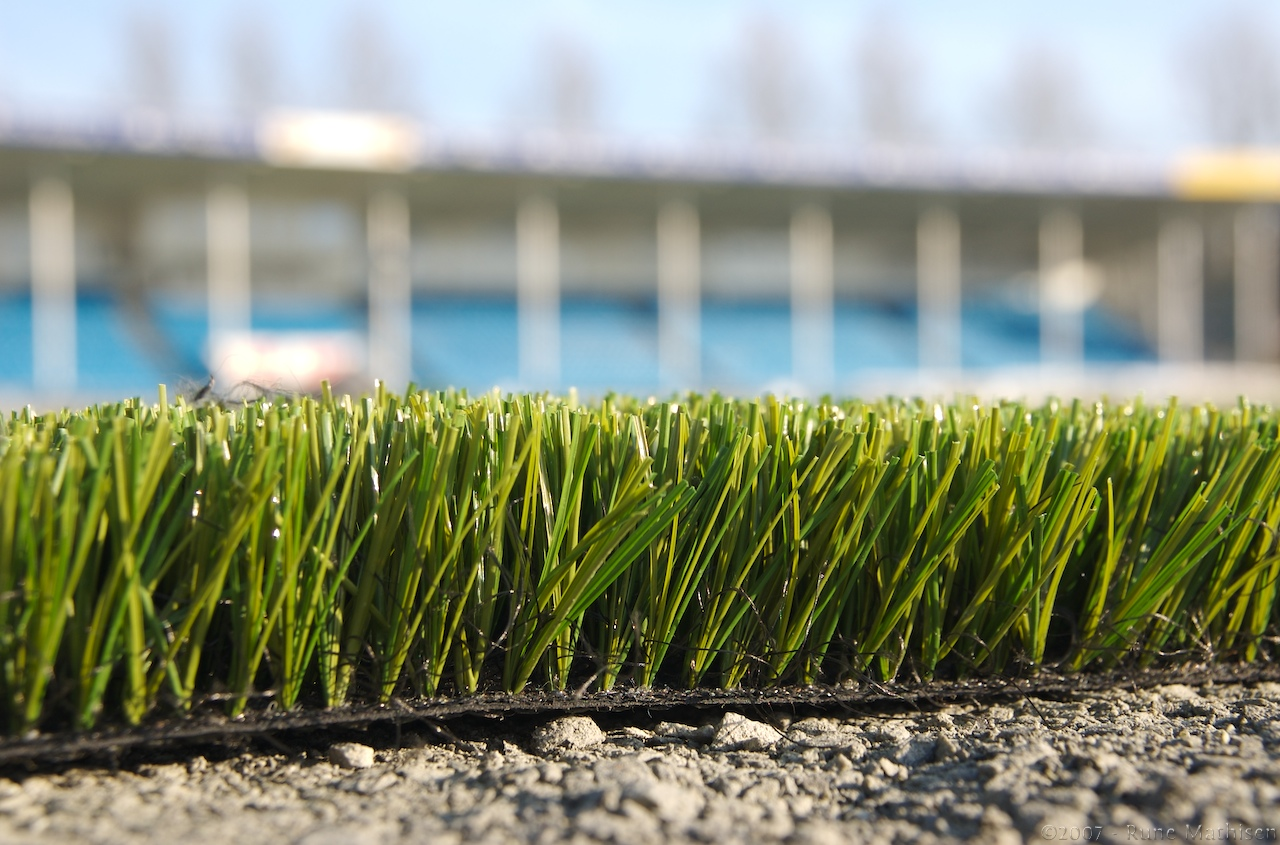
Műfű

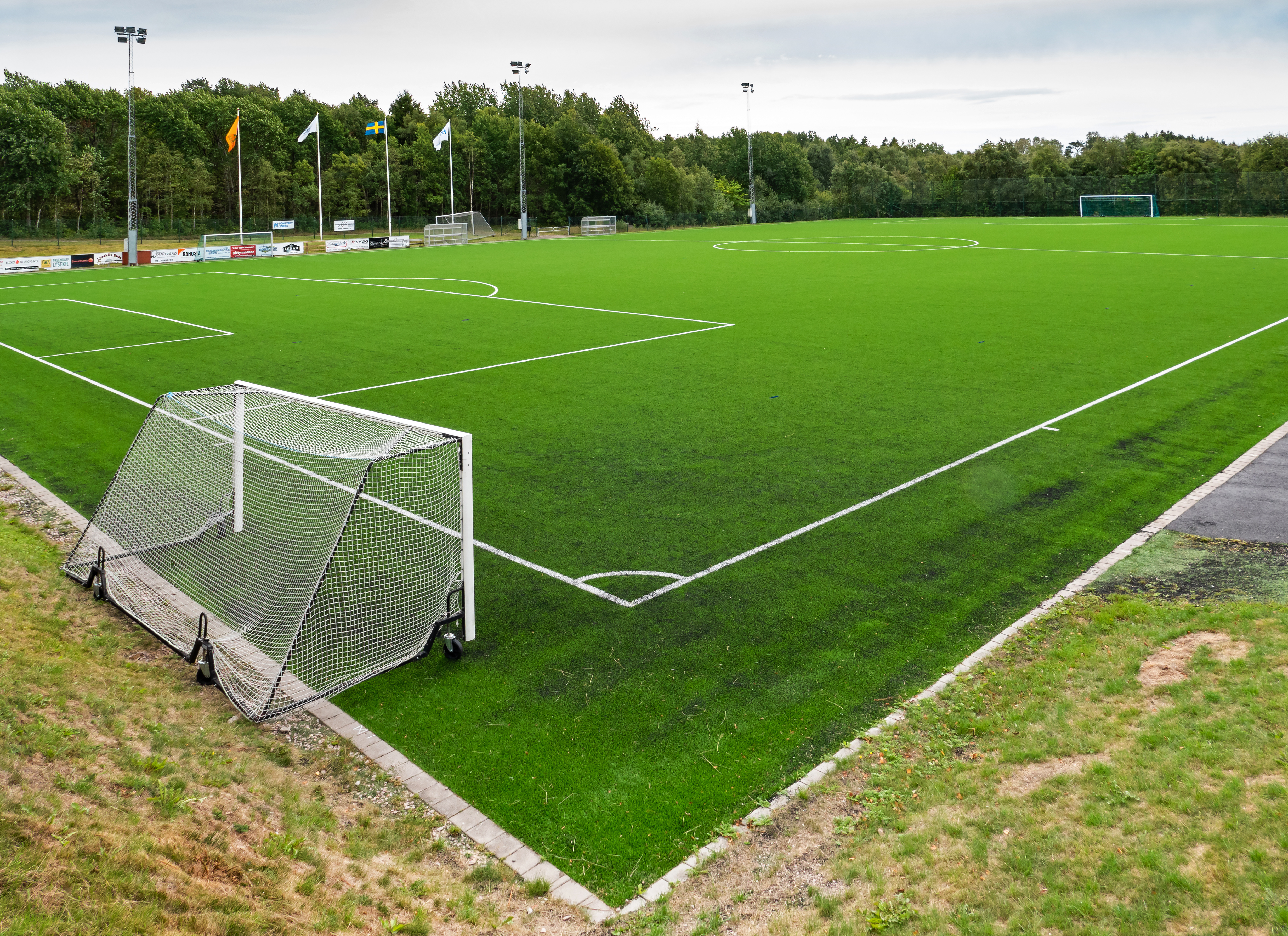
Műfű borítású labdarúgópálya

A műfű (műgyep) egy terület befedésére szolgáló, textilipari eljárással készült termék (műszaki textília), amely olyan hatást kelt, mintha a talaj felületét valódi fű borítaná. Célja a valódi gyeptakaró helyettesítése. Általában olyan területeken használják, ahol a fű nem nő, vagy ahol a fű rendszeres karbantartása lehetetlen vagy nem kívánatos. Főleg sportpályákon használják, de megtalálható kertekben, játszótereken, házak teraszain stb. is. Fő előnye, hogy nagyon jól ellenáll a nagy igénybevételeknek, nem igényel öntözést és nyírást. Jól beválik fedett sportcsarnokokban és ott, ahol a természetes füves pályát nem érné elegendő napfény ahhoz, hogy egészséges maradjon.
A műfüvet a szőnyegiparban használthoz hasonló gyártási eljárással állítják elő. Alapjában véve egy szövet hordozóra rátűzött, szintetikus anyagú szálakból vagy fóliacsíkokból álló ún. flórfelület halmaza képezi, amely a valódi gyepfelülethez hasonló kinézetű. Mivel műanyagokból készül, tulajdonságait a műanyaggyártás során alkalmazott különböző segédanyagokkal és kezelésekkel úgy tudják befolyásolni, hogy a kész mesterséges gyepszőnyeg ne csak kinézésre hasonlítson a valódihoz, hanem tulajdonságaiban minél jobban alkalmazkodjék a terület felhasználási céljaihoz is, mind esztétikai, mind használati tulajdonságait tekintve.

## Történet
A Ford Alapítvány kezdeményezésére a Monsanto Industries a Chemstrand Co.-val együttműködve az 1950-es években kezdte meg a szintetikus szálasanyagokból készült szőnyegek gyártásának kifejlesztését. Az Észak-Karolinai Állami Egyetem Textilipari Karán dolgozó David Chaney által 1960-ban feltalált műfüvet a Monsanto kezdte gyártani ChemGrass néven. Először 1964-ben alkalmazták egy Rhode Island-i iskola kertjében, de igazán 1966-ban vált ismertté, amikor a Houstonban újonnan épült Astrodome fedett sportcsarnokában ezzel borították a pályát. A műfű ettől kezdve AstroTurf néven vált széles körben ismertté és egyre gyakrabban alkalmazottá a különböző sportpályákon. A védjegyszabadalmat 1967. július 25-én adták ki és azóta használata világszerte elterjedt, miközben egyre tökéletesebb változatai jelentek meg.

## Gyártásmenet

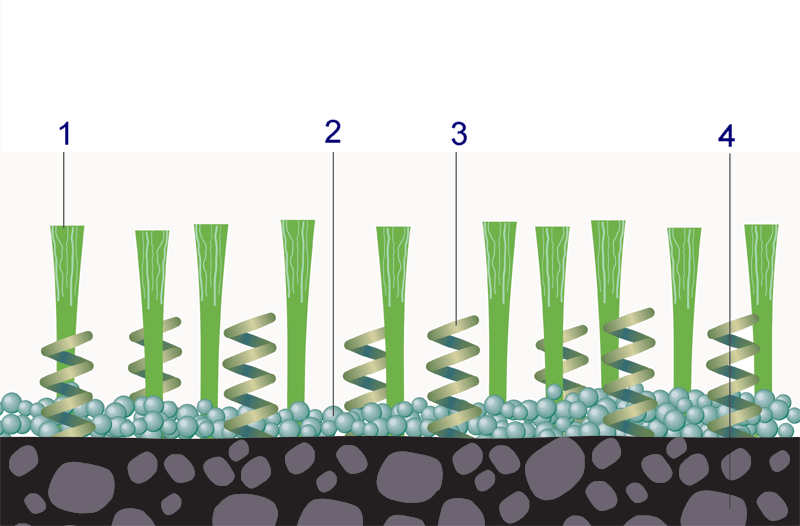
Műfű.
1 – „Fűszálak”; 2 – Gumigranulátum réteg; 3 – Hullámos, rugószerű támasztó szálak; 4 – Hordozószövet, alatta alapozás

A műfű „fűszálait” (a flór réteget) egy erős, egy- vagy kétrétegű alapszövet tartja. Anyaga rendszerint nagyszilárdságú poliészter vagy polipropilén. Emellett alkalmaznak polipropilénből készült nemszőtt kelmét is erre a célra. Egy további megoldás az olyan kétrétegű szövet, amelynek két poliészterszövet-rétege között polipropilén töltőszálak helyezkednek el (EnviroLoc).
A flór réteget kezdetben poliamid 6.6 (nylon) fonalakból hozták létre, újabban már a műanyag gyártásakor zöldre színezett polietilén monofilament fonalakból ill. fibrillált (szálakra bomló) polietilénfólia-szalagokból készítik. A különböző – kerek, ovális, rombusz, különböző bonyolult – keresztmetszetű filamentszálak olyan „fűszálakat” eredményeznek, amelyek hasonlítanak a valódi fűszálakhoz és úgy is viselkednek. A szálakat tűzéssel (tufting) szúrják be az alapszövetbe. A tűzéshez minden szálat egy-egy tűbe fűznek. A tűk lefelé mozogva áthatolnak az alapszöveten, az áthúzott szálat átmenetileg egy hurokfogó rögzíti, majd a tű felfelé visszahúzódik a befűzött szállal a kiinduló helyzetbe. A hurokfogó kés része a megfelelő magasságú hurkot felmetszi és így a szálból egy fejjel lefelé álló U alakú nyitott hurok képződik, amelynek két kiálló szára alkotja magát a flórt. A tűk – és a hozzájuk tartozó hurokfogók – a gép (az alapszövet) teljes szélességében sűrűn egymás mellett helyezkednek el, így a flórfelület egy-egy sora egyszerre készül el, majd az alapszövet továbbhaladásakor a folyamat megismétlődik. A tűk ill. a sorok egymástól mért távolsága határozza meg a flórfelület sűrűségét.
A tulajdonképpeni alap-„fűszálak” mellett polipropilénből, polietilénből vagy poliamidból készült, hullámos szálakat is adnak a flórfelülethez, amelyek egyrészt megtámasztják a „fűszálakat”, másrészt barna vagy zöld színükkel kiegészítőleg hasonlatossá teszik a nűfüvet a valódi pázsithoz.
Az ily módon beszúrt szálakat az alapszövet hátoldalán (ahol az U alakú szálak íves része helyezkedik el) latex vagy poliuretán kenőanyaggal borítják, amely a szálakat szilárdan rögzíti, majd egy poliészterből vagy polietilénből készült másodlagos hátoldalt is ragasztanak rá. A latex ragasztó réteget hőkezeléssel keményítik ki.
A szálak közé töltőanyagot helyeznek el, ami lehet poliészter hab, homok vagy tönkrement gumiabroncsok újrahasznosításából származó, aprószemcsés gumigranulátum, ill. ezek kombinációja.
A csapadékvíz elvezetésére az alapszövetet forró tűkkel a tűzési pontok között helyenként kilyukasztják.
Újabban ezek a termékek – legalább részben – növényi alapanyagokból, ún. bioszintetikus anyagokból is készülnek. A polietilén hátlapot pl. szójaolajból, a támasztó szálakat cukornádból nyert polimerek alkotják, a töltelékben pedig zúzott dióhéj található. Ez nagymértékben hozzájárul a fenntarthatósági és környezetvédelmi törekvésekhez. Az ilyen műfű 100 százalékban újrahasznosítható, 19 százalékban megújuló, és 47 százalékban bioalapú tartalommal rendelkezik.
A gyártási folyamat a szemrevételezéssel történő minőség-ellenőrzéssel és egyes minőségjellemzők laboratóriumi ellenőrzésével végződik. Vizsgálják az alapszövet szilárdságát, a szálak szilárdságát, a flórfelület kopásállóságát, ütésellenálló képességét, és azt is, hogy mennyire hajlamosak az éles műfűszálak testi sérülés okozására. A készterméket feltekercselt állapotban hozzák forgalomba.

## A műfű telepítése
A műfüvet előkészített, sima alapra kell felrakni. Szabadföldön tömörített, zúzottkő alapra, esetleg geotextília rétegre kell helyezni és gondoskodni kell alóla a víz elvezetéséről. A műfű lapokat U alakú szögekkel kell rögzíteni, úgy, hogy azok teljesen eltűnjenek. Betonfelületre ragasztással kell felerősíteni a műfű lapokat. Ügyelni kell a szálirányra, azaz a fűszálak dőlésszögére, mert ez befolyásolja a műfű színhatását.

## Legfontosabb műszaki adatok
A műfüvek legfontosabb műszaki adatai a következők (zárójelben a szakterület szokásos angol szakkifejezései ):
- Flórmagasság (szálmagasság, a fűszálak hossza) (Pile Height) – Ez a méret közvetlenül befolyásolja a felület esztétikai megjelenését és alkalmasságát. A túl magas flórfelület könnyebben ellaposodhat, mint az alacsonyabb – a választás attól függ, hogy mekkora forgalmat terveznek ezen a felületen. Ez az érték 13–63,5 mm között változik. Ha a frissen nyírt fú benyomását akarják kelteni, 25–30 mm flórmagasságot ajánlanak, a természetes kinézetű gyephez hasonló műfühöz 30–38 mm flórmagasságot ajánlanak.
- A szálak szélessége és vastagsága (Wide & thickness) – Szokásos értéke: 0,7 mm szélesség, 0,17 mm vastagság.
- Szálfinomság (Dtex)– A fűszálak finomságát (a textiliparban ezt lineáris sűrűségnek nevezik) decitexben (dtex) mérik. Ez a számérték 10 000 méter hosszú szál grammban mért tömegének felel meg. Minél vastagabb egy ilyen szál, annál nagyobb a dtex értéke. Ez természetesen befolyásolja a termék minőségét, súlyát és árát is.
- Sorsűrűség (Stitch rate) – A sorsűrűség a hosszirányban mért 10 cm műfűben elhelyezett fűszálak számát jelenti. 17 szál/cm körüli értéket tartanak optimálisnak.
- Tűtávolság (Gauge) – A tűk egymásról való távolsága. Értékét általában angol hüvelykben (25,4 mm) adják meg és ez többnyire 3/4, 5/8, 3/8, 3/16 ill. 5/32 hüvelyk (kerekítve 19, 16, 9,5, 4,8 ill. 4 mm).
- Szálsűrűség (Density, Stitch rate) – Az 1 m² területű műfűben elhelyezett fűszálak száma.
- Szín – A műfüvet a zöld és sárgászöld különböző árnyalataiban gyártják. A fűszálak színét azok gyártásánál adják meg, tehát a kész terméket nem utólag színezik.

## A műfű előnyei és hátrányai
A műfűnek több előnye is van, de szembe kell nézni néhány hátrányos tulajdonságával is.
Előnyök
- A műfű tartósabb, kopásállóbb, mint a természetes gyep, tovább tartja meg eredeti sűrűségét és szépségét, akár több (7–15) évig is.
- Nem igényel rendszeres karbantartást, nyírást, locsolást – ami nagy vízfelhasználást jelentene – és a növényvédelem érdekében végzett vegyszeres kezelést. Tisztítása egyszerű: lombseprűvel és vízsugárral tisztítható.
- Hosszabb távollét esetén a gondozás elmaradása nem okozza a műfű károsodását.
- Ha lefektetése előtt a talajt gyomirtóval kezelték a műfű nem gyomosodhat el.
- Nem szennyezi (sározza össze) a cipőt, ruhát, nem hagy foltot a ruhán, ha ráfekszenek vagy rajta járnak.
- Az antibakteriális kezelést kapott műfű nem okoz fertőzést pl. a rákerülő kutyapiszoktól.
- A jó minőségű műfű szálait bekenik égésgátló anyaggal, így az eldobott égő cigarettacsikk vagy parázs sem okozhat kárt benne.
- A háziállatok nem tudják kiásni, mint a valódi gyepet. Locsolással, könnyű mosószerrel jól tisztán tartható.
- A műfű mindig esztétikusan néz ki, minden időjárási viszonyok között, hiszen az időjárás nincs közvetlen hatással a gyep megjelenésére. Egész évben zöld marad, tiszta, rendezett és jól néz ki, bármilyen időjárás is legyen.
- Megfelelő telepítés esetén kiváló vízelvezető tulajdonságokkal rendelkezik eső esetén, és sok esetben gyorsabban szárad, mint a természetes fű.
- Anyaga ellenáll az ibolyántúli sugárzásnak, így a napfény nem károsítja (nem színeződik el, megőrzi eredeti élénkzöld színét). Ugyanakkor árnyékos helyen sem érzi a napfény hatását, szemben a valódi fűvel, amely napfény hiányában elhalhat, vagy legalábbis nehezen nő.
- Nem allergén, szemben a valódi fűvel, mert annak pollenje okozhat allergiát arra érzékeny embereknek.
- A műfűben kártevők nem telepednek meg, növényi betegségek sem támadják meg.
- Élettartama végén anyaga – más célra – újrahasznosítható.

Hátrányok
- Bizonyos esetekben a műfű gyártása káros lehet a környezetre, és szennyezést vagy hulladékképződést okozhat, de ez a gyártási módszerektől függ.
- Maga a műfű és a telepítés nem olcsó, ha jó minőségű terméket vásárolnak és a telepítést gondosan, professzionális módszerekkel végzik. Ez azonban a fenti előnyök mellett – főleg a karbantartási költségek csökkenése miatt – megtérül.
- Kétségtelen, hogy a műfűnek nincs olyan természetes, frissen vágott illata, mint a valódi fűnek.
- Az, hogy a műfű természetes füvet helyettesít, ha kis mértékben is, de hozzájárul a globális felmelegedéshez, mert – a növényekkel ellentétben – nem köt meg szén-dioxidot.
- A műfű különlegesen nagy melegben felforrósodhat, azonban nem okozhat égési sérüléseket. A homokbetét alkalmazása azonban segít hűvösen tartani a gyepet.
- A műgyep csökkentheti a kert biológiai sokféleségét, mivel műanyagból készül, és így nem olyan természetes anyag, amelyben az élővilág meg tudna élni. Ez azonban a gyep köré telepített virágágyakkal ellensúlyozható.
- Ha gyenge minőségű műfüvet telepítenek, ez általában vékony, nem elég sűrű, nem kelti jól a természetes gyep hatását és hamarabb tönkre is megy. Az olcsóbb, kevésbé jó minőségű műfüvet nem kezelik az ibolyántúli sugárzás ellen védő anyaggal, fertőtlenítő szerrel.

## Felhasználási területek
A műfű rendkívül sokoldalú és ezért széles körben használják. Minden felhasználási célnak megfelelően megvan az optimálisnak tartott kivitel.
- Sportpályák. A legújabb műfüves pályák a természetes fűhöz képest kisebb súrlódást okoznak az emberi bőrnek. Ez kevesebb súrlódási égési sérülést, vágást és egyéb sérülést jelent, amiket általában a valódi füves játékfelületek okoznak. Emellett biztonságosabb a játék, amikor eső esik, mert nem változik a felület textúrája. Nincs sár, ami megragadna a játékos cipőjén, és megnehezítené a mozgást is. A sportpályákon alkalmazott műfüvekkel szemben nagyon szigorú teljesítmény- és minőségi követelményeket támasztanak, amelyek többek között olyan biomechanikai vizsgálatokat tartalmaznak, mint a visszapattanás, a függőleges deformáció, az ütéselnyelés és a labdagurulás, valamint a játékosok testi épségének megőrzése elesés esetén. A tapasztalatok szerint a műfüves pályákon kevesebb a sérülés, mint a természetes füves pályákon.[3]
- Edzőtermek. A műfű padlóburkolat megakadályozza, hogy a különféle edzőtermi eszközök a padlón sérüléseket okozzanak.
- Játszóterek. A játszótereken lévő műpázsit előnye, hogy puha, nincs allergén hatása és nagyon jól tisztítható.
- Úszómedencék körül a forró beton helyett szebb és kellemesebb a műfű burkolat.
- Teraszok, erkélyek padlóburkolata.
- Ház körüli kertek.
- Belső dekorációk (pl. falburkolat).